# 居伊·乔治·永珊
居伊·乔治·永珊（法語：Guy Georges Vinh San；1933年1月31日—），越南文名阮福保玉，维新帝和费南德的长子，在留尼汪岛出生，1954年5月和莫尼克·永珊在马提尼克的首府法兰西堡结婚，婚后有一子，3女。1956年参加法国军队，在巴黎、图卢兹、弗雷瑞斯、马提尼克、法属马达加斯加和法属阿尔及利亚当过兵，1967年退伍後在法国财政部任职，1996年退休。